# Vitali Alekseenok

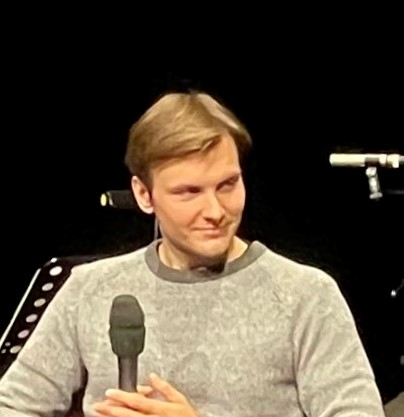
Vitali Alekseenok (2021)

Vitali Alekseenok (belarussisch Віталь Алексяёнак, transkribiert Wital Aleksjajonak; russisch Виталий Алексеёнок, transkribiert Witali Aleksejonok; * 4. Januar 1991 in Wilejka, Belarussische SSR) ist ein belarussischer Dirigent und Autor, der mit Aufenthaltstitel in Deutschland lebt. Er ist seit 2022 Kapellmeister und seit der Spielzeit 2024/25 Chefdirigent an der Deutschen Oper am Rhein.

## Leben
Vitali Alekseenok ist der Sohn einer Zahntechnikerin und eines Mechanikers. In der Provinzstadt Wilejka wuchs er, wie er in einem Interview erzählt, bilingual mit den Sprachen Russisch und Belarussisch auf. Als Jugendlicher lernte er Posaune und spielte Jazz und Unterhaltungsmusik in einem Blasorchester. Danach absolvierte er am staatlichen College für Musik in Minsk eine Ausbildung als Posaunist, mit dem Nebenfach Dirigieren. Da er eine kostenlose staatliche Ausbildung erhalten hatte, wäre er zu einem zweijährigen Einsatz in einer staatlich ausgewählten Einrichtung verpflichtet gewesen oder hätte die Ausbildungskosten zurückzahlen müssen. Aufgrund eines Partnerschaftsabkommens mit Russland konnte er aber im Alter von 20 Jahren ein Dirigierstudium am Sankt Petersburger Konservatorium bei Alexander Alexejew aufnehmen und setzte es 2015 an der Hochschule für Musik Weimar bei Nicolás Pasquet, Gunter Kahlert und Ekhart Wycik fort. Zudem absolvierte er Meisterkurse bei unter anderem Bernard Haitink, Bruno Weil und Rüdiger Bohn.
Von 2018 bis 2022 war Alekseenok Chefdirigent und musikalischer Leiter des Abaco-Orchesters in München. Als Dirigent und Assistent wirkte Alekseenok bisher an Opernhäusern wie der Bayerischen Staatsoper, dem Gran Teatre del Liceu, dem Theater an der Wien, der Oper Graz, dem Nationaltheater Weimar, der Nationaloper Kiew (Tristan und Isolde) sowie der Nationaloper Odessa und dirigierte Orchester wie das MDR-Sinfonieorchester, die Staatskapelle Weimar sowie das Sinfonieorchester Kiew und arbeitete auch mit dem Bayerischen Landesjugendorchester. Zudem gastierte er im Rahmen von Konzerten zum Beispiel beim Rossini Opera Festival Pesaro, beim Beethovenfest Bonn, bei den Ludwigsburger Schlossfestspielen, am Teatro Communale di Bologna und am Teatro Massimo Bellini.
Am Teatro alla Scala dirigierte er 2022 die Uraufführung der Oper Il piccolo principe von Pierangelo Valtinoni, einer Vertonung des Kleinen Prinzen. Im Rahmen des Bonner Beethovenfests brachte er das Werk The Sky of Mary der belarussischen Komponistin Olga Podgajskaja zur Uraufführung, gewidmet der Minsker Musikpädagogin, Bürgerrechtlerin und politischen Gefangenen Maryja Kalesnikawa.
Seit 2022 ist Alekseenok Kapellmeister an der Deutschen Oper am Rhein in Düsseldorf/Duisburg. Ab August 2023 übernimmt er dort die Position des Ersten Kapellmeisters und Stellvertreters des Generalmusikdirektors Axel Kober, in dessen Nachfolge er seit August 2024 für drei Spielzeiten die Position des Chefdirigenten einnimmt.
Alekseenok ist außerdem Gründer und künstlerischer Leiter des ensemble paradigme und seit 2021 künstlerischer Leiter des Charkiw-Musikfests.  Das für März 2022 geplante Charkiw-Musikfest leitete er von Berlin aus in Kooperation mit den örtlichen Musikern und Behörden. Wegen der russischen Bombardierungen fanden Konzerte in einem Bunker und einer U-Bahn-Station statt.

## Politisches Engagement
Nach eigener Einschätzung sieht es Alekseenok als notwendig an, sich zu positionieren. „Ich kann es mir nicht leisten, im Elfenbeinturm zu leben, wenn in meiner Heimat Diktatur und in der Ukraine oder im Nahen Osten Krieg herrschen.“
Im Jahr 2020 reiste Alekseenok für sechs Wochen nach Belarus und beteiligte sich in Minsk an Protesten und Streiks gegen den belarussischen Präsidenten Aljaksandr Lukaschenka. In seinem 2021 veröffentlichten Buch Die weißen Tage von Minsk setzte er sich mit der politischen Situation und den Freiheitsbestrebungen in seinem Heimatland Belarus auseinander. Er bedauert, dass man in Deutschland das wahre Ausmaß der Repressionen in Belarus gar nicht wirklich kenne.
Nach dem Beginn des russischen Überfalls auf die Ukraine 2022 fuhr er mit Hilfsgütern an die polnisch-ukrainische Grenze und blieb dort eine Woche, um als Fahrer, Dolmetscher und Vermittler auszuhelfen. Er holte dort auch den 84-jährigen ukrainischen Komponisten Walentyn Sylwestrow ab, der aus Kiew an die Grenze geflohen war. Alekseenok zeigt Verständnis dafür, dass man in der Ukraine russisches Musikrepertoire verbannt habe. Außerhalb der Ukraine sieht er dies jedoch nicht als sinnvoll an. „Dieser Krieg ist leider nur mit Waffen zu stoppen. Ein Gandhi hätte da auch keine Chance, sondern würde ermordet werden.“ Er unterscheidet zwischen russischem Repertoire und dem derzeitigen russischen Regime: „Das Regime hat nicht diese Kultur.“ Wenn er aber zu viel Russisches spiele, habe er dennoch ein schlechtes Gewissen gegenüber den Ukrainern.

## Auszeichnungen
- 2021: Erster Preis beim Internationalen Dirigierwettbewerb Arturo Toscanini in Parma[8]

## Publikationen
- Vitali Alekseenok: Die weißen Tage von Minsk. Unser Traum von einem freien Belarus. Vorwort Valzhyna Mort. S. Fischer Verlag, Frankfurt am Main 2021, ISBN 978-3-10-397098-2.
- Vitali Alekseenok, Hans Jürgen Balmes, Alexander Roesler, Julia Heinen, Sophie von Heppe: Nachdenken über die Ukraine. S. Fischer Verlag, Frankfurt am Main 2022, ISBN 978-3-10-809163-7.